# ТЕС Терні
ТЕС Терні — теплова електростанція в центральній частині Італії у регіоні Умбрія, провінція Терні. Споруджена з використанням технології комбінованого парогазового циклу.
Введена в експлуатацію у 2000 році, станція має один енергоблок потужністю 100 МВт. У ньому встановлена одна газова турбіна потужністю 70 МВт, яка через котел-утилізатор живить одну парову турбіну з показником 30 МВт. Окрім виробництва електроенергії станція може постачати сусіднім промисловим підприємствам пару в об'ємі до 50 тонн на годину.
На випадок відключення газової турбіни існує допоміжний котел, здатний продукувати до 85 тонн пари на годину (котел-утилізатор видає до 115 тонн на годину).
Як паливо станція використовує природний газ.
Для видалення продуктів згоряння із котла-утилізатора споруджено димар висотою 35 метрів, тоді як допоміжний котел обладнаний димарем висотою 30 метрів.
Зв'язок з енергомережею відбувається по ЛЕП, розрахованій на роботу із напругою 130 кВ.